# Мовчан Галина Макарівна
Галина Макарівна Мовчан (1932, село Киселівка, тепер Катеринопільського району Черкаської області — ?) — українська радянська діячка, головний агроном колгоспу імені Кутузова Кілійського району Одеської області, Герой Соціалістичної Праці (22.12.1977). Кандидат сільськогосподарських наук (1978). Депутат Верховної Ради УРСР 10—11-го скликань. 

## Біографія
Народилася в селянській родині Макара Олексійовича та Віри Лук'янівної Пастушенків. Закінчила Тальнівський сільськогосподарський технікум Київської (тепер — Черкаської) області.
З 1953 року — агроном колгоспу імені Шевченка Вищедубечанського району Київської області. Одружилася з агрономом, потім головою колгоспу Степаном Мовчаном і переїхала в Кілійський район Одеської області, де працювала агрономом-овочівником колгоспів «Перемога» та імені Тимошенка.
Закінчила Одеський сільськогосподарський інститут.
З 1964 року — головний агроном колгоспу імені Кутузова села Дмитрівка Кілійського району Одеської області.
Член КПРС з 1967 року.
Без відриву від виробництва закінчила аспірантуру при Одеському сільськогосподарському інституті. 
У 1978 році захистила кандидатську дисертацію із сільськогосподарських наук на тему «Изучение основных вопросов возделывания люцерны в рисовых севооборотах поймы реки Дуная».

## Нагороди
- Герой Соціалістичної Праці (22.12.1977)
- орден Леніна (22.12.1977)
- ордени
- медалі